# Витязь (предприятие)
ОАО «Витязь» (бел. «Віцязь»; лат. «Vityas») — белорусское промышленное предприятие, крупный производитель телевизионной техники и бытовой электроники. Расположено в Витебске.

## История
Основано 3 марта 1976 года. В этот день был подписан приказ о создании в городе Витебске филиала ленинградского научно-производственного объединения «Ленинец» с производственной мощностью 300 тысяч телевизоров в год. Заводу была выделена площадь бывшего горпромкомбината и часть свободных площадей междугородней АТС. Одновременно с этим началось проектирование завода в московском головном проектном институте, при этом был учтён опыт строительства аналогичных предприятий во Франции и ФРГ.
В первый же год функционирования завода было создано особое конструкторское бюро «Дисплей», которое занялось разработкой первой и последующих моделей телевизоров. Разработка образцов внешнего вида телевизоров велась по договорам на минском ПО «Горизонт». Кадровая проблема решалась на предприятии путём привлечения специалистов с различных предприятий города Витебска, а в 1977 году для подготовки кадров в распоряжение завода был передан политехнический техникум.
В 1978 году завод выпустил первый телевизор. Всего в 1978 году было выпущено 500 телеприёмников марки «Витязь Ц-722». Сам телевизор и технология его изготовления постоянно совершенствовались, что позволило уже через год аттестовать «Витязь — 722» на Государственный знак качества.
В 1981 году с конвейера сошло свыше 100 000 телевизоров. В первые 10 лет строительство предприятия было завершено. Кроме самого завода оно включало другие крупные объекты:
1. подсобное хозяйство «Весна», располагающее несколькими гектарами зимних отапливаемых теплиц и овощехранилищем;
2. мощный производитель тепловой энергии — котельную «Южная», удовлетворяющую потребности в тепле южных районов города;
3. РСУ, имеющее свою строительную базу и соответствующую строительную технику;
4. поликлинику.

Примерно в это же время предприятие начинает получать оборонные заказы.
В 1987 году вышестоящее руководство поставило перед заводом задачу постепенного сокращения, а в дальнейшем и полного прекращения выпуска телевизоров с целью перехода на выполнение оборонных заказов, однако руководство ВТЗ изыскало возможность для производства как сторонних изделий, так и телевизоров, что в дальнейшем помогло заводу выжить.
В 1989 году на Витебском телевизионном заводе имени 60-летия БССР издавалась многотиражная газета.
В начале 1990-х годов — с распадом СССР и обретением независимости Республикой Беларусь, были утеряны экономические связи с предприятиями, которые находились на территории других республик. Закрылись оборонные заказы. Возникли трудности с приобретением комплектующих и материалов. Остановки Воронежского завода кинескопов напрямую влияли на состояние РУПП «Витязь». Из-за отсутствия кинескопов, а также другой комплектации и рынков сбыта готовой продукции выпуск телевизоров в 1992 году был приостановлен, а значительная часть работников отправлена в вынужденные отпуска. Но, вместе с тем, завод осваивал выпуск новых видов продукции, новые рынки сбыта. Так на «Витязе» было создано совместное Белорусско-Германское предприятие «Витвальд» по производству изделий из древесины. В результате этих и других действий удалось снова запустить производство телевизоров. В 1992 году переработана под действующее производство эскизная документация телефонного аппарата «Витязь-201». В июне 1993 года начат выпуск чёрно-белых телевизоров диагональю 34 см, цифровых систем межстанционной связи АТС.
В 1994 году были перебои с поставками кинескопов из Воронежа, поэтому в сентябре 1994 года было собрано только 5307 цветных телевизоров и чуть меньше чёрно-белых.
С 1995 года предприятию приходится функционировать в условиях насыщенного товарного рынка телевизоров. Из-за остановки Воронежского завода кинескопов в феврале 1995 года у ПО «Витязь» возникли проблемы со сборкой цветных телевизоров диагональю 51 см и 54 см. В 1995 году на предприятии работало около 8400 человек, ощущалась острая нехватка оборотных средств, предприятие объявило о продаже промышленной площадки и др. С этим испытанием оно справляется достаточно успешно. В 1995 году освоен выпуск телеприёмников шестого поколения на моношасси, которые имели более широкий спектр функциональных возможностей и современный дизайн. В 1996 году на конвейер было поставлено четыре новых типа телевизора шестого поколения с полным набором дополнительных функций. На «Витязе», была создана рыночная структура управления предприятием, фирменная торговая сеть (более ста филиалов в странах СНГ). Основную элементную базу завод закупал в фирмах «Сименс», «Филипс», «Томсон». Все ненадёжные элементы бывших конструкций были заменены на новые.
К 2000 году планировалось выпускать по 1 млн телевизоров в год.
Республиканское унитарное предприятие «Витязь» является юридическим лицом, относящимся к республиканской форме собственности и находящееся в ведении Министерства промышленности РБ, управления радиоэлектроникой и приборостроением. Действующий устав предприятия утверждён Министерством промышленности от 15/02/96, свидетельство облисполкома № 570. Объединение в своей деятельности руководствуется действующим законодательством и настоящим уставом. В 2010 году форма собственности изменилась на ОАО.
2010 — увеличен выпуск строительных материалов. К 1 октября участок стройматериалов РСУ «Витязь» выпустил 10 000 000 штук тротуарной плитки. Освоены новые технологии в производстве строительных и отделочных материалов, начат выпуск краски фасадной, интерьерной, для стен и для потолков. В рамках программы импортозамещения начат массовый выпуск широкого ассортимента компактных энергосберегающих ламп.
2013 — создано производственное унитарное предприятие «Витебск-Агро». Основным видом деятельности является выращивание овощной продукции. Создано торговое унитарное предприятие «Галактика-Трейд», основным видом деятельности которого является продажа бытовой техники и электроники различных производителей по концепции «магазин дома». Магазины представлены во всех областных центрах Республики Беларусь.
2014 — создано унитарное предприятие по оказанию медицинских услуг «О-Мед».
2015 — разрабатываются и реализуются различные виды медтехники, спецтехники, успешно реализуются заказы инструментальным и заготовительным производствами, цехом пластмасс.
2017-2018 — предприятие начинает разработку и выпуск электрозарядных станций для электромобилей в 2 исполнениях — ЕС-301 и ЕС-302, LED-телевизоров больших диагоналей с функцией «SMART» и разрешением UHD, медицинское оборудование, а также проводит презентацию лифтового автоматизированного склада, наращивает объёмы производства почти на 18 %. Успешно выходит на внешний рынок: темп роста экспорта составил 285 %.
2019 — предприятие увеличило поставки продукции на экспорт более чем в 3,5 раза. Положительная динамика экспорта обеспечивается в основном за счёт наращивания производства телевизионных приёмников. Их доля в общем объёме внешних поставок в 2019 году превысила 85 %. За этот период «Витязь» выпустил около 150 тыс. телевизоров. Начато производство быстрых зарядных станций для электромобилей Mode 4. В числе важнейших экспортных позиций остаются изделия из пластмасс, в частности, контейнеры для дозревания сыра, по которым удалось сохранить объёмы продаж в страны ЕС, а также выйти на рынок Украины. Не снижается спрос на бытовую технику и медицинские изделия «Витязя» в России, Казахстане и на Украине.
2020 — налажен выпуск безрамочных телевизоров диагональю до 65 дюймов. Начато производство телевизоров на базе операционной системы Яндекс.ТВ с голосовым помощником Алиса от «Yandex».
2022 — в феврале 2022 года начат выпуск телевизоров под управлением платформы Салют ТВ (от SberDevices) с виртуальным ассистентом Салют. На российском рынке телевизоры представлены под брендами Sber, Витязь, DEXP, Hi, Novex.

## Структура
В состав ОАО «Витязь» кроме основного производства входят:
- инженерно-производственный комплекс «Витязь-С»
- монтажно-производственный комплекс «Витязь-К»
- ремонтно-строительное управление
- котельная «Южная»
- транспортное управление
- техно-торговый центр «Витязь»
- торговый дом «Витязь»
- торгово-производственный комплекс
- комплекс общежитий
- Унитарное предприятие «Витебск-агро»

## Продукция
Предприятие выпускает:
1. Телевизоры ЖК
2. Медтехнику: стерилизаторы паровые и воздушные, фотометры иммуно-ферментные, рециркуляторы воздуха ультрафиолетовые и др.
3. Зарядные станции для электромобилей
4. Изделия из пластмасс
5. Пульты дистанционного управления для ТВ
6. Микроволновые печи
7. Тепловентиляторы
8. Стройматериалы

Телевизоры «Витязь» сертифицированы и соответствуют требованиям международной системе качества СТБ ИСО 9001-2015 (проектирование и производство), СТБ ИСО 14001-2000 (Экологический).
Производство сертифицировано по Европейским стандартам качества VDE и CE, а также СТБ — Беларусь, РСТ — Россия, УКР «Сепро» — Украина, КСТ — Казахстан.
Общее количество выпущенных к марту 2006 года телевизионных приёмников превосходило 6 млн штук.